# Gagrella yuennanensis
Gagrella yuennanensis is een hooiwagen uit de familie Sclerosomatidae.